# Palais Mendelssohn

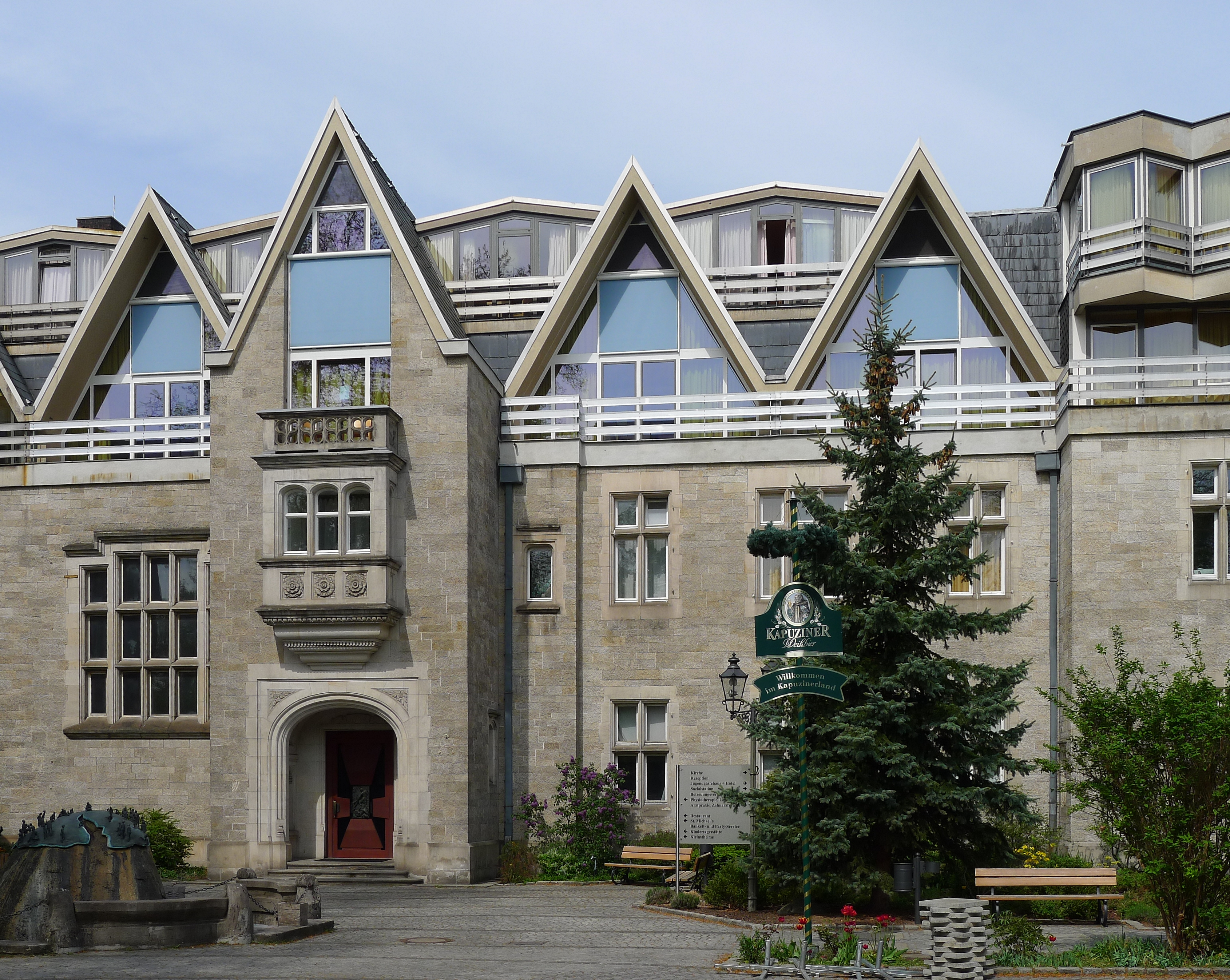
Heutiges St.-Michaels-Heim

Das Palais Mendelssohn (auch: Landhaus Mendelssohn) befindet sich im Berliner Ortsteil Grunewald an der Ecke Bismarckallee/Herthastraße. Es diente ursprünglich als hochherrschaftliches Wohngebäude und wird nach Umbauten und Erweiterungen in den 1960er Jahren multifunktional genutzt. Seit 1957 trägt es den Namen St.-Michaels-Heim.

## Geschichte
Das Grundstück gehörte der Berliner Bankiersfamilie von Mendelssohn. Franz von Mendelssohn (1865–1935) ließ in den 1890er Jahren von dem Architekten Ernst von Ihne ein Palais im Stil englischer Herrensitze mit einem Landschaftspark errichten. Auf der anderen Seite des damals zum Grundstück gehörenden Herthasees, an der Koenigsallee, bauten nacheinander der Bruder Robert von Mendelssohn (1857–1917), die Tochter Emma Witt (1890–1957), geb. von Mendelssohn, und der Sohn Robert von Mendelssohn (1902–1996) eigene Wohnhäuser. In der Zeit des Nationalsozialismus wurden die Mendelssohns von ihrem Besitz vertrieben. Während des Zweiten Weltkriegs wurde das Palais schwer beschädigt, die anderen Mendelssohn-Wohnbauten wurden komplett zerstört.
Nach 1945 übernahm die britische Besatzungsmacht das Grundstück und reparierte die erhaltenen Gebäudeteile des Palais zurückhaltend. Sie wurden als Schule für die Kinder britischer Militärangehöriger genutzt. Nachdem die Schule verlegt und das Gebäude den Mendelssohnschen Erben zurückgegeben worden war, erwarb die Johannische Kirche im Jahr 1957 das Grundstück und nannte das Gebäude in St.-Michaels-Heim um. Noch in den frühen 1960er Jahren hatte das Palais im Äußeren viel seiner ursprünglichen Ausstrahlung bewahrt und diente als Filmkulisse. Von 1963 bis 1967 führte der neue Eigentümer weitreichende Um- und Anbauten aus, die das Aussehen des Gebäudes stark veränderten. Heute wird das Gebäude als soziales Zentrum, Jugendgästehaus und Hotel genutzt. Auf dem Gelände jenseits des Herthasees wurden nach 1960 Wohnhäuser errichtet.

## Baustruktur des ursprünglichen Landhauses Mendelssohn

Landhaus Mendelssohn in seinem ursprünglichen Erscheinungsbild, Empfangsseite mit Hofumfahrt, errichtet als Zweiflügelanlage mit einem kleinen Treppenturm im Hofwinkel und somit angelehnt an das Erscheinungsbild kleiner Schlösser aus der Renaissancezeit; nach dem Prinzip englischer Herrensitze erfolgt eine Trennung in Herrschafts- und Wirtschaftsflügel.

Seeseite, Zweiflügelanlage, unterschiedlich aufwendige Fassadengestaltung und unterschiedliche Bauhöhe zwischen Herrschafts- und Wirtschaftsflügel.

Repräsentative Treppenhalle; Gebäudeaußenseite im Bereich des Hallenfensters frei von Anbauten, weshalb dieses Fenster über anderthalb Geschosse reicht.

Treppenhalle mit zweiseitig umlaufender Galerie, wobei die Galeriegänge auf den Deckenbalken der benachbarten Erdgeschossräume aufgelagert sind und sich dadurch im Obergeschoss eine gewisse, seitliche Erweiterung der Halle ergibt; auch durch das Ausweiten der Halle erscheint diese besonders stabil und würdevoll.

Grundrisse im Erdgeschoss und im Obergeschoss zeigen die zweigeschossige Treppenhalle als Zentralraum des Herrschaftsflügels, um den herum in U-Form alle anderen Gesellschafts- und Wohnräume (EG) oder intimeren Wohnräume (OG) der herrschaftlichen Familie angeordnet waren. Im Wirtschaftsflügel befinden sich der Küchentrakt (EG) und der Gästetrakt (OG).

Beim früheren Landhaus Mendelssohn handelte es sich um das größte Bauwerk (Nettofläche im Erdgeschoss ca. 700 m²) und eines der prächtigsten Palais in der Villenkolonie Grunewald, das auf dem größten Wohngrundstück (ca. 22.000 m²) der Villenkolonie errichtet worden war. Das Areal lag direkt am Herthasee und wurde an zwei Seiten vom Seeufer umfasst. Der kaiserliche Hofarchitekt Ernst Ihne – ein enger, persönlicher Freund des Bauherrn Franz von Mendelssohn – hatte das Landhaus entworfen, nachdem er zuvor den Plan für den 1889–1893 errichteten Witwensitz von Victoria Kaiserin Friedrich (Nettofläche im Erdgeschoss rund 1.600 m²) erstellt hatte. Bei der Bauherrin des Schlosses Friedrichshof handelte es sich um eine englische Prinzessin, Tochter der Queen Victoria.
Ähnlich wie das kaiserliche Schloss Friedrichshof im preußischen Teil Hessens (gelegen in Kronberg im Taunus) unterteilte er auch das Landhaus Mendelssohn gemäß der Baustruktur englischer Herrensitze in einen Herrschaftsflügel (Nettofläche im Erdgeschoss ca. 480 m²) und einen Wirtschaftsflügel (Nettofläche im Erdgeschoss rund 220 m²). Dem englischen Beispiel und Schloss Friedrichshof folgend verfügte der Herrschaftsflügel über eine höherwertige Architektur (Fassaden komplett mit Haustein verblendet, Details in geringem Umfang an Schloss Friedrichshof erinnernd) als der Wirtschaftsflügel, dessen Obergeschoss (nebst den Giebelflächen) mit einem niedersächsisch-fränkischen Fachwerkgemisch verkleidet war. Beide Flügel wiesen gemäß ihrer Bedeutung und Nutzungsweise unterschiedliche Bauhöhen auf.
Von seinem schlossartigen Erscheinungsbild her entsprach das Landhaus Mendelssohn einer „Zweiflügelanlage mit einem (kleinen) Treppenturm im rechten Hofwinkel“ und war damit wohl vergleichbaren Schlossbauwerken (kleinen Adelssitzen) aus der Renaissancezeit nachempfunden (siehe Schloss Rhede in Westfalen). Bezüglich des Hofwinkels von 90° unterschied sich das Landhaus Mendelssohn aber ganz wesentlich von ähnlich strukturierten Bauwerken wie dem kaiserlichen Schloss Friedrichshof in Hessen und dem herzoglichen Schloss Wiligrad in Mecklenburg (erbaut 1896/1898, Nettofläche im Erdgeschoss rund 900 m²), die beide über eine weite Flügelspreizung von 135° verfügten.
Der im Hofwinkel befindliche Treppenturm des Landhauses Mendelssohn ordnete sich bescheiden in das Gesamtbauwerk ein und wirkte, im Unterschied zu dem an gleicher Stelle befindliche Treppenturm des Schlosses Wiligrad oder zum Hauptturm am Herrschaftstrakt des Schlosses Friedrichshof, nicht dominant.
Neben dem Schloss Friedrichshof hat wohl in besonderer Weise das Landhaus Mendelssohn als Architekturanregung für das mecklenburgische Schloss Wiligrad gedient, zumal der Bauherr von Wiligrad, Herzog Johann Albrecht zu Mecklenburg, ein persönlicher Freund von Kaiser Wilhelm II. war, der seinen Hofarchitekten Ernst Ihne sicher gern zu Beratungszwecken an den mecklenburgischen Herzog weiterempfohlen hatte.
Für die Innenerschließung des Herrschaftsflügels hatte der in England aufgewachsene Ernst Ihne – ähnlich wie beim Schloss Friedrichshof – das Prinzip der „Englischen Halle“ als zentralen „Verteilerraum“ gewählt. Während auf Friedrichshof die „Halle“ nur eingeschossig ausgeführt wurde und die Repräsentationstreppe zum Obergeschoss in einem separaten Treppenhaus (mit offenen Anschluss zur Halle hin) untergebracht war, wählte er für das Landhaus Mendelssohn eine zweigeschossige Ausführung der „Englischen Halle“.
Die zweigeschossige Treppenhalle mit einer repräsentativen – an den Wänden der Halle entlanglaufenden – Winkeltreppe und einer Galerie im Obergeschoss, wie sie im Landhaus Mendelssohn besteht, hatte im wilhelminischen Kaiserreich der 1890er Jahre – wohl als Weiterentwicklung der eingeschossigen Englischen Halle – eine gewisse Verbreitung beim Neubau von Villen und Herrensitzen gefunden. Sie wurde als zentral gelegener Hauptraum des Landhauses oder der Villa verstanden. Um sie herum gruppierten sich in U-Form die übrigen Räume der Villa – im Erdgeschoss vor allem die Gesellschaftsräume und im Obergeschoss eher die privaten Wohnräume der Herrschaften. Zum Erreichen der Räume im Obergeschoss diente die umlaufende Galerie. Ähnlich wie beim später errichteten und auch heute noch erlebbaren Schloss Wiligrad wurde beim Landhaus Mendelssohn die Galerie nicht in den freien Luftraum der Halle hineingezogen. Die Galeriegänge ruhen hier komplett auf den Deckenbalken der umliegenden Erdgeschossräume, wodurch die zweigeschossige Treppenhalle eine Abstufung nach außen hin erfährt.
Der Wirtschaftsflügel des Landhauses Mendelssohn umfasst im Erdgeschoss den Küchentrakt einschließlich Anrichteraum und im Obergeschoss den Gästetrakt. Auch hier sind die räumlichen Verhältnisse mit denen auf Schloss Wiligrad in Mecklenburg vergleichbar.

## Filmkulisse
Das Palais Mendelssohn wurde – vor dem Umbau in den 1960er Jahren – für einige Filme der CCC-Filmproduktion des Produzenten Artur Brauner als Drehort genutzt:
- Das Geheimnis der schwarzen Koffer (1961) als Cronsdale Castle
- Die unsichtbaren Krallen des Dr. Mabuse (1962) als Schlosshotel in dem fiktiven Ort Wallgraben
- Der Würger von Schloss Blackmoor (1963) als Schloss Blackmoor
- Scotland Yard jagt Dr. Mabuse (1963)